# Halichoeres nigrescens
Halichoeres nigrescens е вид бодлоперка от семейство Labridae. Видът не е застрашен от изчезване.

## Разпространение и местообитание
Разпространен е в Австралия, Бахрейн, Виетнам, Йемен, Индия, Индонезия, Ирак, Иран, Камбоджа, Катар, Кения, Китай, Кувейт, Мадагаскар, Малайзия, Мианмар, Мозамбик, Обединени арабски емирства, Оман, Пакистан, Папуа Нова Гвинея, Провинции в КНР, Саудитска Арабия, Сингапур, Сомалия, Тайван, Тайланд, Танзания, Филипини, Шри Ланка, Южна Африка и Япония.
Обитава океани, морета, заливи и рифове. Среща се на дълбочина от 0,3 до 10 m, при температура на водата от 23,8 до 28,4 °C и соленост 32,2 – 35,1 ‰.

## Описание
На дължина достигат до 14 cm.